# Taopi (Minnesota)
Taopi es una ciudad ubicada en el condado de Mower en el estado estadounidense de Minnesota. En el Censo de 2010 tenía una población de 58 habitantes y una densidad poblacional de 57,27 personas por km².

## Geografía
Taopi se encuentra ubicada en las coordenadas 43°33′27″N 92°38′26″O / 43.55750, -92.64056. Según la Oficina del Censo de los Estados Unidos, Taopi tiene una superficie total de 1.01 km², de la cual 1.01 km² corresponden a tierra firme y (0%) 0 km² es agua.

## Demografía
Según el censo de 2010, había 58 personas residiendo en Taopi. La densidad de población era de 57,27 hab./km². De los 58 habitantes, Taopi estaba compuesto por el 100% blancos, el 0% eran afroamericanos, el 0% eran amerindios, el 0% eran asiáticos, el 0% eran isleños del Pacífico, el 0% eran de otras razas y el 0% pertenecían a dos o más razas. Del total de la población el 0% eran hispanos o latinos de cualquier raza.